# Шевченківська сільська рада (Криворізький район)
Шевченківська сільська́ ра́да — орган місцевого самоврядування у Криворізькому районі Дніпропетровської області. Адміністративний центр — село Шевченківське.

## Загальні відомості
- Населення ради: 2 566 осіб (станом на 2001 рік)

## Населені пункти
Сільській раді підпорядковані населені пункти:
- с. Шевченківське
- с. Високе Поле
- с. Зелене Поле
- с. Кам'яне Поле
- с. Лісове
- с. Новопокровка

## Склад ради
Рада складається з 18 депутатів та голови.
- Голова ради: Костирьова Людмила Миколаївна
- Секретар ради: Яригіна Олена Михайлівна

### Керівний склад попередніх скликань
| Прізвище, ім'я, по батькові   | Основні відомості                                                         | Дата обрання | Дата звільнення |
| ----------------------------- | ------------------------------------------------------------------------- | ------------ | --------------- |
| Костирьова Людмила Миколаївна | Сільський голова, 1956 року народження, освіта вища, член Народної партії | 26.03.2006   | 31.10.2010      |
| Костирьова Людмила Миколаївна | Сільський голова, 1956 року народження, освіта вища, член Партії регіонів | 31.10.2010   |                 |

Примітка: таблиця складена за даними сайту Верховної Ради України

### Депутати
За результатами місцевих виборів 2010 року депутатами ради стали:

#### За суб'єктами висування
| Суб'єкт висування | Кількість обраних депутатів | %   |
| ----------------- | --------------------------- | --- |
| Партія регіонів   | 18                          | 100 |

#### За округами
| № округу        | Прізвище, ім'я, по батькові    | Дата визнання обраним | Освіта  | Партійна приналежність | Відомості про обраного депутата                                        |
| --------------- | ------------------------------ | --------------------- | ------- | ---------------------- | ---------------------------------------------------------------------- |
| Партія регіонів |                                |                       |         |                        |                                                                        |
| 1               | Дектярьова Оксана Валеріївна   | 02.11.2010            | вища    | член Партії регіонів   | Орджонікідзевська початкова школа-сад, вихователь                      |
| 2               | Гончаров Олександр Михайлович  | 02.11.2010            | середня | член Партії регіонів   | селянське фермерське господарство ім. Т. Г. Шевченка, головний агроном |
| 3               | Худан Віра Василівна           | 02.11.2010            | вища    | член Партії регіонів   | Орджонікідзенська сільська рада, спеціаліст з землевпорядних робіт     |
| 4               | Штейн Тетяна Григорівна        | 02.11.2010            | середня | член Партії регіонів   | Орджонікідзевська сільська рада, спеціаліст                            |
| 5               | Яригіна Олена Михайлівна       | 02.11.2010            | вища    | член Партії регіонів   | Орджонікідзевська сільська рада, секретар сільської ради               |
| 6               | Шульга Антоніна Петрівна       | 02.11.2010            | вища    | член Партії регіонів   | Орджонікідзевська сільська рада, головний бухгалтер                    |
| 7               | Назаренко Сергій Григорович    | 02.11.2010            | вища    | член Партії регіонів   | селянське фермерське господарство ім. Т. Г. Шевченка, головний інженер |
| 8               | Куріцин Сергій Вікторович      | 02.11.2010            | вища    | член Партії регіонів   | ст. Саксагань, Придніпровська залізниця, оглядач вагонів               |
| 9               | Гришина Світлана Володимирівна | 02.11.2010            | вища    | член Партії регіонів   | Орджонікідзевський будинок культури, директор                          |
| 10              | Телятник Володимир Остапович   | 02.11.2010            | середня | член Партії регіонів   | пенсіонер                                                              |
| 11              | Письменний Іван Іванович       | 02.11.2010            | середня | член Партії регіонів   | Придніпровська залізниця, майстер                                      |
| 12              | Мельник Віра Миколаївна        | 02.11.2010            | середня | член Партії регіонів   | селянське фермерське господарство «Віруня», голова                     |
| 13              | Ковальчук Тетяна Юріївна       | 02.11.2010            | середня | член Партії регіонів   | Орджонікідзевська сільська рада, бухгалтер                             |
| 14              | Скибицька Світлана Михайлівна  | 02.11.2010            | середня | член Партії регіонів   | бар «Молодіжний», завідувачка                                          |
| 15              | Бургар Людмила Федорівна       | 02.11.2010            | вища    | член Партії регіонів   | Зеленопільська загальноосвітня середня школа, вчитель                  |
| 16              | Куванова Світлана Іванівна     | 02.11.2010            | вища    | член Партії регіонів   | Зеленопільська загальноосвітня середня школа, вчитель математики       |
| 17              | Баранчук Геннадій Григорович   | 02.11.2010            | вища    | член Партії регіонів   | пересувне вдділення пошти № 50033, листоноша                           |
| 18              | Трофимова Алла Пилипівна       | 02.11.2010            | середня | член Партії регіонів   | Новопокроський фельдшерсько-акушерський пункт, фельдшер                |